# Pittsburgh Penguins

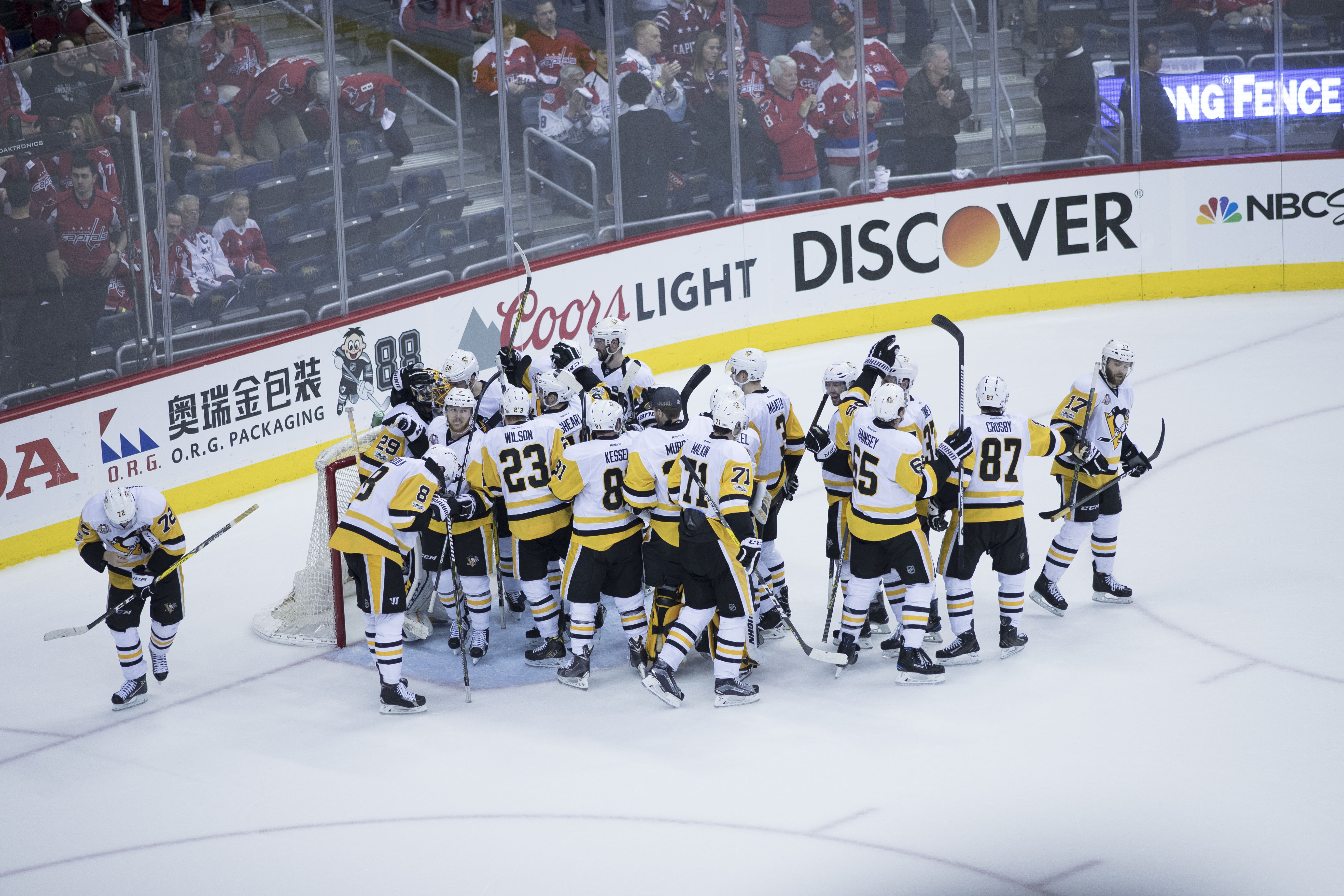
Hokeiści drużyny w sezonie 2016–17

Pittsburgh Penguins – amerykański klub hokejowy z siedzibą w Pittsburghu, występujący w lidze NHL. 
Drużyna została założona w 1967 roku jako jedna z sześciu drużyn, które przystąpiły do ligi NHL w ramach pierwszego rozszerzenia ligi w sezonie 1967–68. Od momentu powstania do końca sezonu 2009–10 swoje mecze rozgrywała w hali Mellon Arena nazywanej przez fanów tej drużyny Igloo. Następnie przenieśli się do hali PPG Paints Arena, w której jako gospodarze grają do dziś.
Zespół posiada afiliacje w postaci klubów farmerskich w niższych ligach. Tę funkcję pełnią Wilkes-Barre/Scranton Penguins w lidze AHL i Wheeling Nailers w rozgrywkach ECHL.

## Osiągnięcia
- Puchar Stanleya: 1991, 1992, 2009, 2016, 2017
- Trofeum Księcia Walii: 1991, 1992, 2008, 2009, 2016, 2017
- Trofeum Prezydentów: 1993
- Mistrzostwo konferencji: 1991, 1992, 2008, 2009, 2016, 2017
- Mistrzostwo dywizji: 1991, 1993, 1994, 1996, 1998, 2008, 2013, 2014, 2021

## Sezon po sezonie
| Ostatnie sezony | Ostatnie sezony | Ostatnie sezony | Ostatnie sezony | Ostatnie sezony | Ostatnie sezony | Ostatnie sezony | Ostatnie sezony | Ostatnie sezony | Ostatnie sezony | Ostatnie sezony | Ostatnie sezony | Ostatnie sezony | Ostatnie sezony                                                                                              |
| Sezon           | Konferencja     | Miejsce         | Dywizja         | Miejsce         | Mecze           | Z               | P               | R               | PK              | Pkt             | ZB              | SB              | Wyniki play-off                                                                                              |
| --------------- | --------------- | --------------- | --------------- | --------------- | --------------- | --------------- | --------------- | --------------- | --------------- | --------------- | --------------- | --------------- | --- |
|                 |                 |                 |                 |                 |                 |                 |                 |                 |                 |                 |                 |                 | |
| 2019–20         | Wschodnia       | 5               | Metropolitalna  | 3               | 691             | 40              | 23              | —               | 6               | 86              | 224             | 196             | Nie zakwalifikowała się                                                                                      |
|                 |                 |                 |                 |                 |                 |                 |                 |                 |                 |                 |                 |                 | |
| 2018–19         | Wschodnia       | 6               | Metropolitalna  | 3               | 82              | 44              | 26              | —               | 12              | 100             | 273             | 241             | Porażka z Islanders 0-4                                                                                      |
|                 |                 |                 |                 |                 |                 |                 |                 |                 |                 |                 |                 |                 | |
| 2017–18         | Wschodnia       | 5               | Metropolitalna  | 2               | 82              | 47              | 29              | —               | 6               | 100             | 272             | 250             | Zwycięstwo z Flyers 4-2 Porażka z Capitals 2-4                                                               |
|                 |                 |                 |                 |                 |                 |                 |                 |                 |                 |                 |                 |                 | |
| 2016–17         | Wschodnia       | 2               | Metropolitalna  | 2               | 82              | 50              | 21              | —               | 11              | 111             | 282             | 234             | Zwycięstwo z Blue Jackets 4-1 Zwycięstwo z Capitals 4-3 Zwycięstwo z Senators 4-3 Zwycięstwo z Predators 4-2 |
|                 |                 |                 |                 |                 |                 |                 |                 |                 |                 |                 |                 |                 | |
| 2015–16         | Wschodnia       | 2               | Metropolitalna  | 2               | 82              | 48              | 26              | —               | 8               | 101             | 245             | 203             | Zwycięstwo z Rangers 4-1 Zwycięstwo z Capitals 4-2 Zwycięstwo z Lightning 4-3 Zwycięstwo z Sharks 4-2        |

| Sezony od 2010/2011 do 2014/2015 | Sezony od 2010/2011 do 2014/2015 | Sezony od 2010/2011 do 2014/2015 | Sezony od 2010/2011 do 2014/2015 | Sezony od 2010/2011 do 2014/2015 | Sezony od 2010/2011 do 2014/2015 | Sezony od 2010/2011 do 2014/2015 | Sezony od 2010/2011 do 2014/2015 | Sezony od 2010/2011 do 2014/2015 | Sezony od 2010/2011 do 2014/2015 | Sezony od 2010/2011 do 2014/2015 | Sezony od 2010/2011 do 2014/2015 | Sezony od 2010/2011 do 2014/2015 | Sezony od 2010/2011 do 2014/2015                                          |
| Sezon                            | Konferencja                      | Miejsce                          | Dywizja                          | Miejsce                          | Mecze                            | Z                                | P                                | R                                | PK                               | Pkt                              | ZB                               | SB                               | Wyniki play-off                                                           |
| -------------------------------- | -------------------------------- | -------------------------------- | -------------------------------- | -------------------------------- | -------------------------------- | -------------------------------- | -------------------------------- | -------------------------------- | -------------------------------- | -------------------------------- | -------------------------------- | -------------------------------- | ------------------------------------------------------------------------- |
|                                  |                                  |                                  |                                  |                                  |                                  |                                  |                                  |                                  |                                  |                                  |                                  |                                  |                                                                           |
| 2014–15                          | Wschodnia                        | 8                                | Metropolitalna                   | 4                                | 82                               | 43                               | 27                               | —                                | 12                               | 98                               | 221                              | 210                              | Porażka z New York Rangers 1-4                                            |
|                                  |                                  |                                  |                                  |                                  |                                  |                                  |                                  |                                  |                                  |                                  |                                  |                                  |                                                                           |
| 2013–14                          | Wschodnia                        | 2                                | Metropolitalna                   | 1                                | 82                               | 51                               | 24                               | —                                | 7                                | 109                              | 249                              | 207                              | Zwycięstwo z Blue Jackets 4-2 Porażka z Rangers 3-4                       |
|                                  |                                  |                                  |                                  |                                  |                                  |                                  |                                  |                                  |                                  |                                  |                                  |                                  |                                                                           |
| 2012–13                          | Wschodnia                        | 1                                | Atlantycka                       | 1                                | 48                               | 36                               | 12                               | —                                | 0                                | 72                               | 165                              | 119                              | Zwycięstwo z Islanders 4-2 Zwycięstwo z Senators 4-1 Porażka z Bruins 0-4 |
|                                  |                                  |                                  |                                  |                                  |                                  |                                  |                                  |                                  |                                  |                                  |                                  |                                  |                                                                           |
| 2011–12                          | Wschodnia                        | 4                                | Atlantycka                       | 2                                | 82                               | 51                               | 25                               | —                                | 6                                | 108                              | 282                              | 221                              | Porażka z Flyers 2-4                                                      |
|                                  |                                  |                                  |                                  |                                  |                                  |                                  |                                  |                                  |                                  |                                  |                                  |                                  |                                                                           |
| 2010–11                          | Wschodnia                        | 4                                | Atlantycka                       | 2                                | 82                               | 49                               | 25                               | —                                | 8                                | 106                              | 238                              | 199                              | Porażka z Lightning 3-4                                                   |

Legenda:

Z = Zwycięstwa, P = Porażki, R = Remisy (do sezonu 2004/2005), PK = Przegrane po dogrywce lub karnych, Pkt = Punkty, ZB = Bramki zdobyte, SB = Bramki stracone
| Puchar Stanleya | Mistrz Konferencji | Mistrz Dywizji | Awans do play-off | Presidents’ Trophy |

- 1 Sezon zasadniczy ze względu na epidemię koronawirusa został przerwany a następnie zakończony. W meczach kwalifikacyjnych do playoff Pingwiny uległy Montreal Canadiens.

## Rekordy zespołu

### Najlepsi zawodnicy sezonu zasadniczego

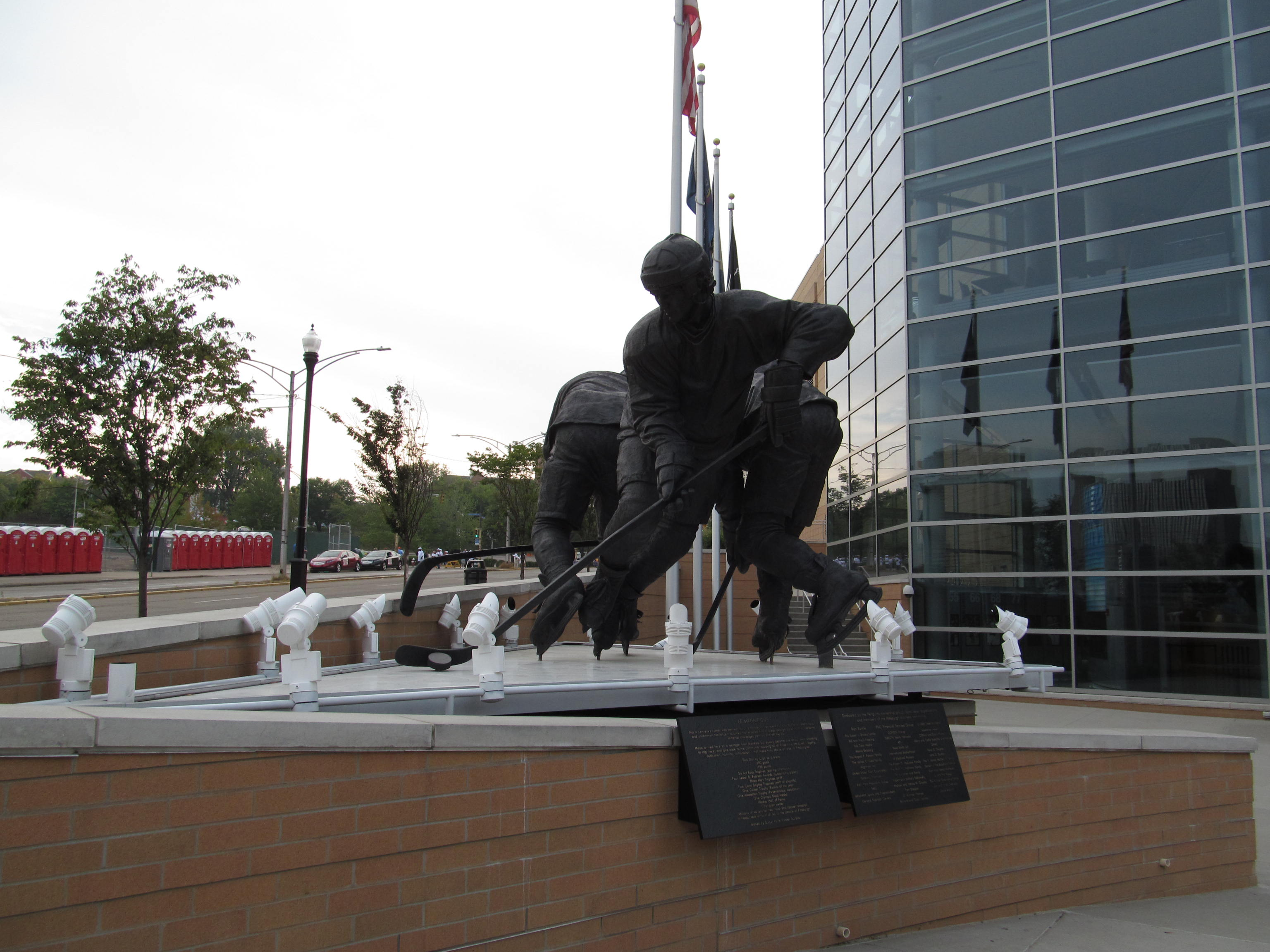
Pomnik Mario Lemieux w Pittsburghu

Najskuteczniejszym graczem Penguins jest Mario Lemieux, który rozegrał w barwach klubu 915 meczów i zdobył 1723 punkty. Wśród dziesięciu najskuteczniejszych zawodników drużyny, aż siedmiu to reprezentanci Kanady.
Legenda: POZ = Pozycja; M = Mecze; G = Gole; A = Asysty; PKT = Punkty; P/M = średnia punktów na mecz
| Zawodnik         | POZ | M   | G   | A    | PKT  | P/M  |
| Mario Lemieux    | C   | 915 | 690 | 1033 | 1723 | 1.88 |
| Sidney Crosby    | C   | 881 | 420 | 718  | 1138 | 1.29 |
| Jaromír Jágr     | RW  | 806 | 439 | 640  | 1079 | 1.34 |
| Jewgienij Małkin | C   | 804 | 378 | 580  | 958  | 1.19 |
| Rick Kehoe       | RW  | 722 | 312 | 324  | 636  | .88  |
| Ron Francis      | C   | 533 | 164 | 449  | 613  | 1.15 |
| Jean Pronovost   | RW  | 753 | 316 | 287  | 603  | .80  |
| Kevin Stevens    | LW  | 522 | 260 | 295  | 555  | 1.06 |
| Syl Apps, Jr     | C   | 495 | 151 | 349  | 500  | 1.01 |
| Martin Straka    | C   | 560 | 165 | 277  | 442  | .79  |

## Zawodnicy

### Kapitanowie zespołu
- Ab McDonald, 1967–1968
- Earl Ingarfield Sr., 1968–1969
- Ron Schock, 1973–1977
- Jean Pronovost, 1977–1978
- Orest Kindrachuk, 1978–1981
- Randy Carlyle, 1981–1984
- Mike Bullard, 1984–1986
- Terry Ruskowski, 1986–1987
- Dan Frawley, 1987
- Mario Lemieux, 1987–1994, 1995–1997, 2001–2006
- Ron Francis, 1995, 1997–1998
- Jaromír Jágr, 1998–2001
- Sidney Crosby, od 2007

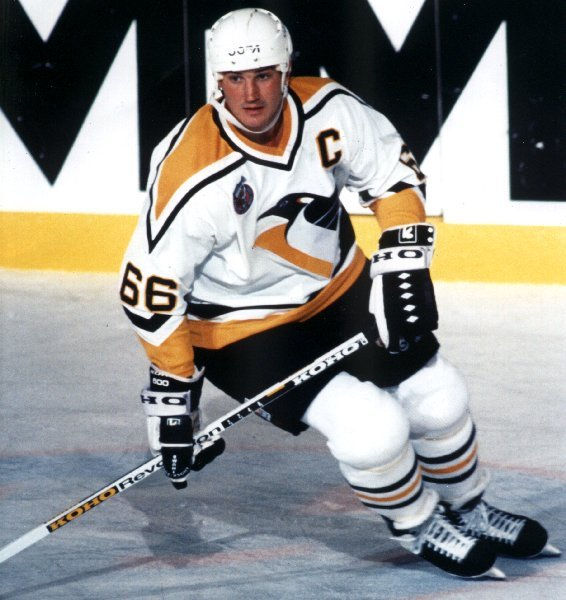
M. Lemieux
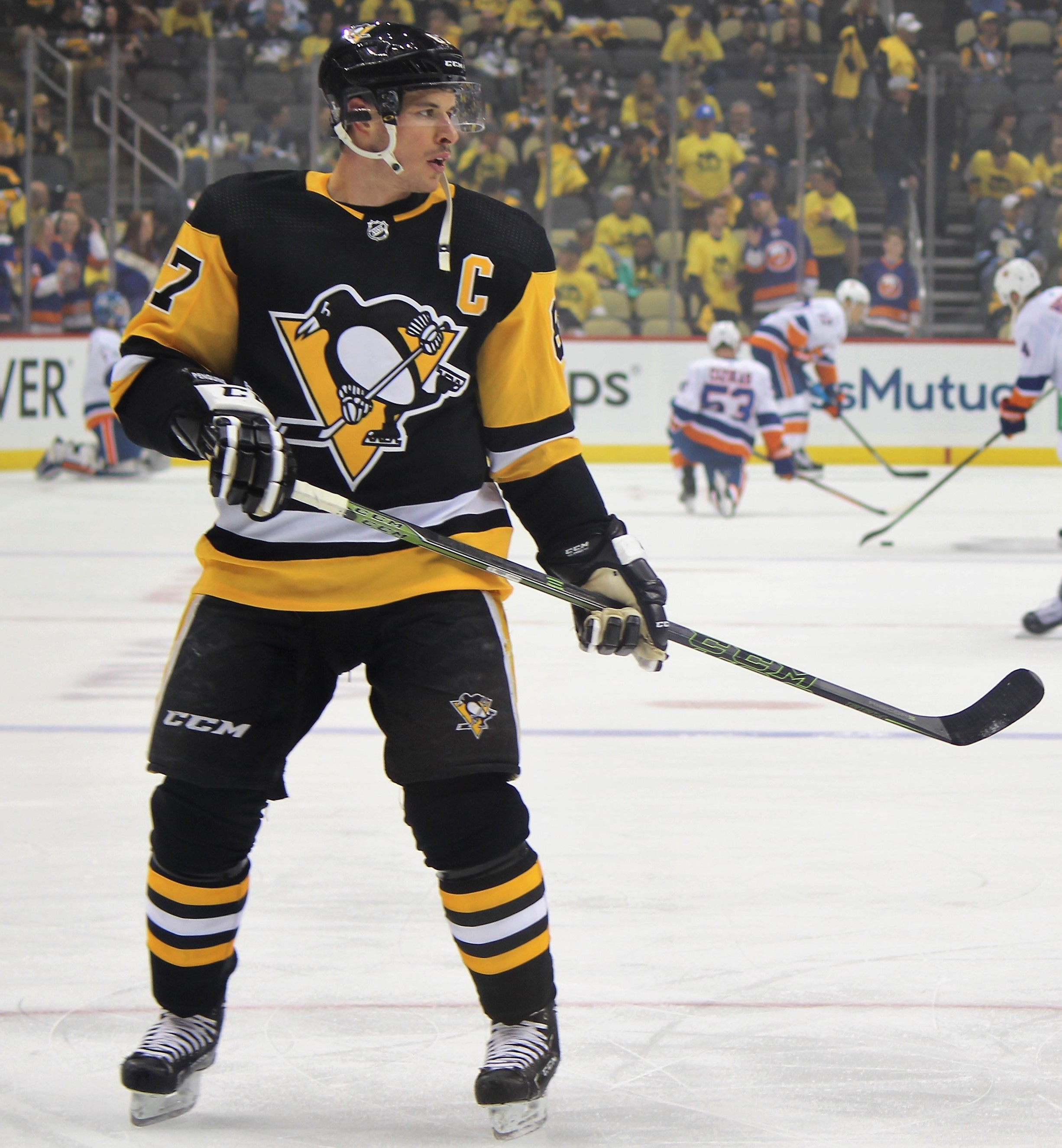
S. Crosby

### Numery zastrzeżone
| Numer | Zawodnik      | Pozycja                              | Kariera                              | Data zastrzeżenia                    |
| ----- | ------------- | ------------------------------------ | ------------------------------------ | ------------------------------------ |
| 21    | Michel Briere | Napastnik                            | 1969–1970                            | 5 stycznia 20011                     |
| 66    | Mario Lemieux | Napastnik                            | 1984–1997 2000–2006                  | 19 listopada 19972                   |
| 68    | Jaromír Jágr  | Napastnik                            | 1990–2001                            | 18 lutego 2024                       |
|       |               |                                      |                                      |                                      |
| 99    | Wayne Gretzky | Numer zastrzeżony dla całej ligi NHL | Numer zastrzeżony dla całej ligi NHL | Numer zastrzeżony dla całej ligi NHL |

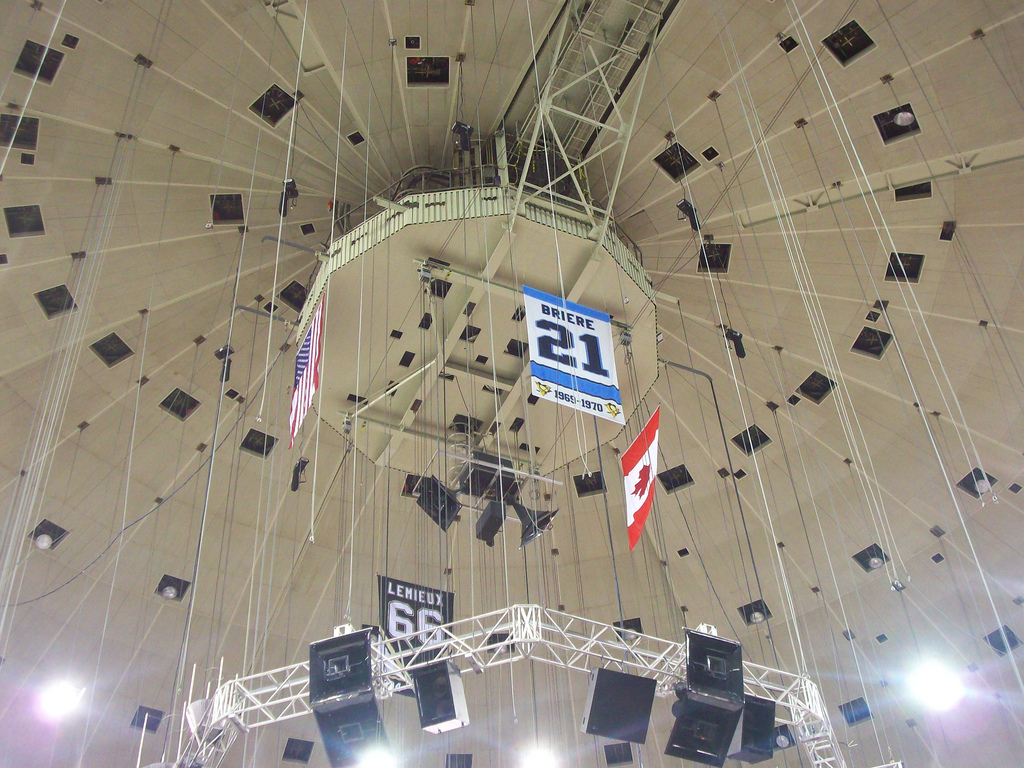
Banery z numerami zastrzeżonymi zawodników drużyny w PPG Paints Arena

1 M. Briere zmarł w wyniku wypadku samochodowego. Jego numer nie był używany od 1971 roku jednak oficjalnie został zastrzeżony dopiero w 2001 roku

2 Numer M. Lemieux został przywrócony po jego powrocie 27 grudnia 2000 roku i ponownie zastrzeżony 5 października 2006 roku